# Douglassciurus
 Douglassciurus  ist eine in erdgeschichtlicher Zeit ausgestorbene Gattung der Hörnchen (Sciuridae) aus dem späten Paläogen. Sie gilt als eine der ältesten aller bekannten Hörnchengattungen und älteste Art der Baumhörnchen. Sie ist nur durch die 1901 erstmals beschriebene Art Douglassciurus jeffersoni fossil dokumentiert, die in mehreren Regionen Nordamerikas nachgewiesen wurde.

## Merkmale
Die Skelettmerkmale des postcranialen Skeletts von Douglassciurus entsprechen weitgehend denen moderner Baumhörnchen der Gattung Sciurus, das sciuromorphe Kopfskelett und die entsprechende Muskulatur sind allerdings noch nicht vorhanden. Der Schädel besitzt stattdessen einen protrogomorphen Jochbogen-Masseter-Bau.
Das Diastema zwischen den Nagezähnen und dem dritten Prämolaren ist verhältnismäßig kurz und entspricht maximal der Zahnlänge der Backenzähne P3 bis M3, es ist damit etwa 10 % kürzer als bei rezenten Hörnchen. Zudem ist ein schmales Foramen mentale am Unterkiefer ausgebildet, das bei rezenten Arten fehlt. Weitere Unterschiede betreffen den Zahnaufbau und die Schmelzkrone der Prämolaren und Molaren: Der Entoconid der oberen Molaren und der Hypoconid der unteren Molaren sind im Vergleich zu anderen Hörnchen sehr groß ausgebildet und die unteren Molare besitzen einen Hypolophid, der anderen Hörnchen fehlt, bei ursprünglichen Aplodontiidae wie Prosciurus aber vorkommt. Einige der genannten Zahnmerkmale und die wenigen vorhandenen Überreste des hinteren Schädels entsprechen denen der jüngeren Gattung Protosciurus. Darüber hinaus gibt es Hinweise auf Schädelkämme im Bereich der Scheitelgegend (Temporalkämme) ähnlich denen der Gattung Cedromus.

## Fossilgeschichte und Taxonomie
Fossilien der heute als Douglassciurus jeffersoni bekannten Art wurden 1901 zum ersten Mal von Earl Douglass als Sciurus jeffersoni beschrieben und damit den heute lebenden Eichhörnchen zugeordnet. 1908 wurde die Art durch Henry Fairfield Osborn und William Diller Matthew der Gattung Prosciurus als Prosciurus jeffersoni zugeschrieben, diese Gattung wurde jedoch später den Aplodontiidae zugeordnet. 1962 platzierte Horace Elmer Wood die Art in die Gattung Cedromus, was von Craig C. Black aufgrund der Bezahnung abgelehnt wurde. Dieser argumentierte, dass die Art in die Gattung Protosciurus aufgenommen werden sollte, was durch John E. Storer 1978 bei der Beschreibung neuer Fossilien aus Saskatchewan auch getan wurde. 1982 beschrieben Robert J. Emry und William W. Korth ein gut erhaltenes Skelett der Art und konnten anhand der Merkmale des postkranialen Skeletts zum ersten Mal sicher argumentieren, dass es sich um ein frühes Baumhörnchen handelte. Sie ordneten die Art ebenfalls in die Gattung Protosciurus ein und 1996 beschrieben sie die Gattung Douglassia mit Douglassia jeffersoni als einziger Art. Da dieser Gattungsname allerdings bereits an eine Molluskenart vergeben war, benannten sie die Gattung im Jahr 2000 in den heute gültigen Namen Douglassciurus um.
Benannt wurden Douglassia und Douglassciurus nach dem Erstbeschreiber der Art, Earl Douglass.

## Belege
1. 1 2 3 4 5  R.J. Emry, W.W. Korth: The Chadronian "Sciurus" jeffersoni Douglass, 1901: a new generic name, new material, and its bearing on the early evolution of Sciuridae (Rodentia). Journal of Vertebrate Paleontology 16 (4), 1996; S. 775–780. (JSTOR)
2. ↑  Earl Douglass: Fossil Mammalia of the White River beds of Montana. Transactions of the American Philosophical Society 20, 1901; S. 237–279 (Erstbeschreibung auf S. 252). (JSTOR)
3. 1 2  R.J. Emry, W.W. Korth: Douglassciurus, new name for Douglassia Emry and Korth, 1996, not Douglassia Bartsch, 1934. Journal of Vertebrate Paleontology 21 (2), 2000; S. 400. doi:10.1671/0272-4634(2001)021[0400:DNNFDE]2.0.CO;2